# Lac des Plaines
Le lac des Plaines est un petit lac, situé dans la région Chaudière-Appalaches, sur la rive sud du Québec, au Canada. D'une longueur de 2,12 km (dans son plus long en ligne droite), et de 0,5 km de large, il est parallèle au fleuve Saint-Laurent. Il est situé dans la municipalité de Saint-Cyrille-de-Lessard, MRC de L'Islet.
Ce lac est au sud du Lac Trois-Saumons. Il est à une altitude de 394 m. Pour y accéder, prendre la route de terre (d'une longueur d'environ 10 kilomètres) située à un kilomètre au sud du village de St-Cyrille-de-Lessard, dans le comté de l'Islet. Cette route est sur fond de gravier et n'est pas tellement carrossable en cas de pluie.
L'origine du nom du lac n'est pas connue ; cependant, les dénivellations importantes sont rares dans cette vallée. Par contre, la théorie la plus probable est que l'on y retrouve pratiquement ou uniquement des érables de type plaine (l'érable plaine).
La profondeur maximale du lac est de 3,5 mètres. Il y a actuellement 120 chalets autour du lac.
Ce petit lac peu profond subit une importante pression de villégiature. La communauté ichthyenne de ce lac est très peu diversifiée, comprenant seulement trois espèces capturables au filet maillant et deux espèces supplémentaires capturables à la seine. Les conditions hivernales du lac ne permettent pas un bon taux de survie des spécimens ensemencés annuellement et le potentiel de sites de reproduction pour l'ombre de fontaine est quasi nul. L'ensemencement annuel est une obligation pour pouvoir résoudre le problème de la pêche sportive.

## Galerie de photos

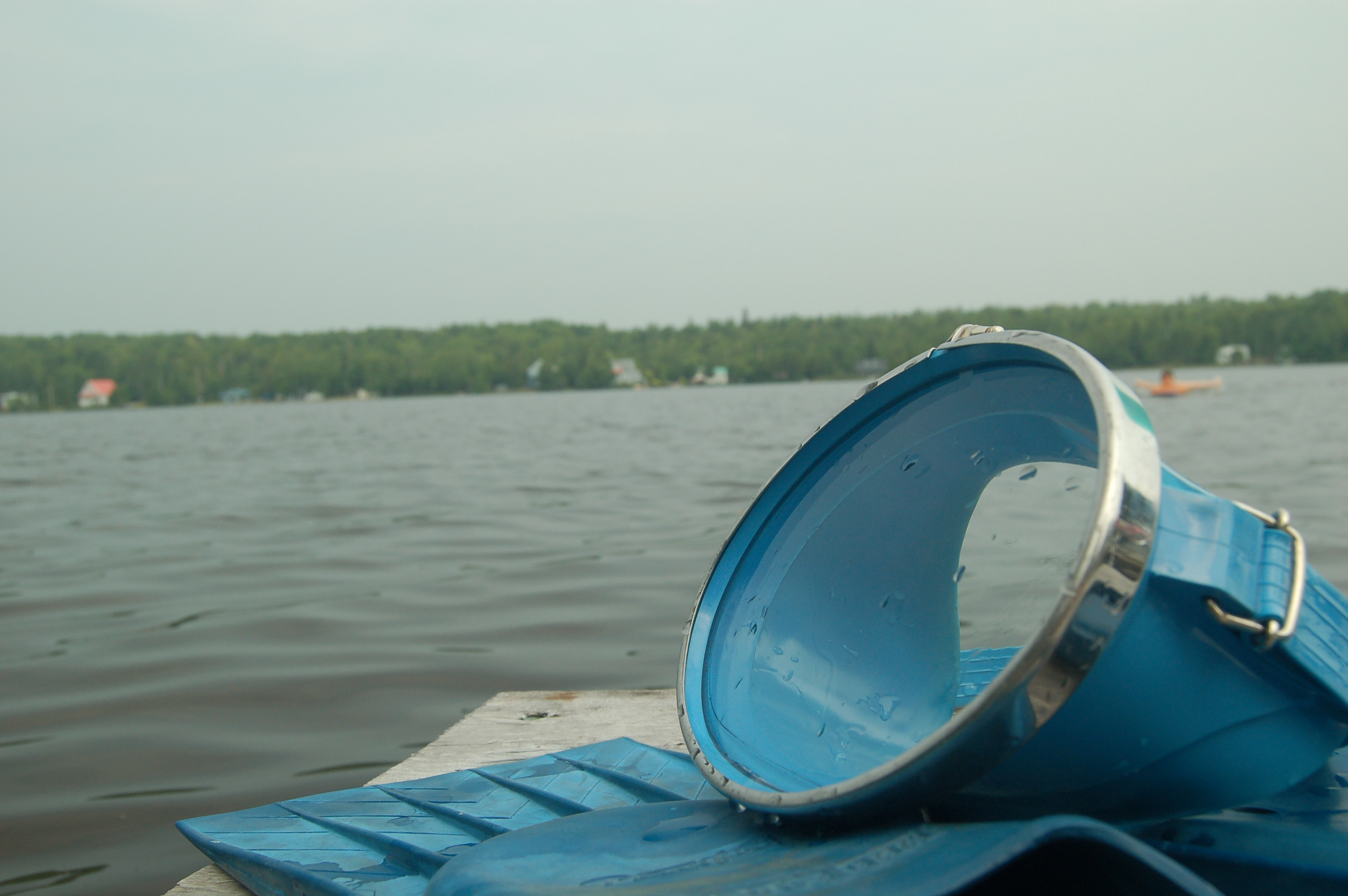
Vue du quai
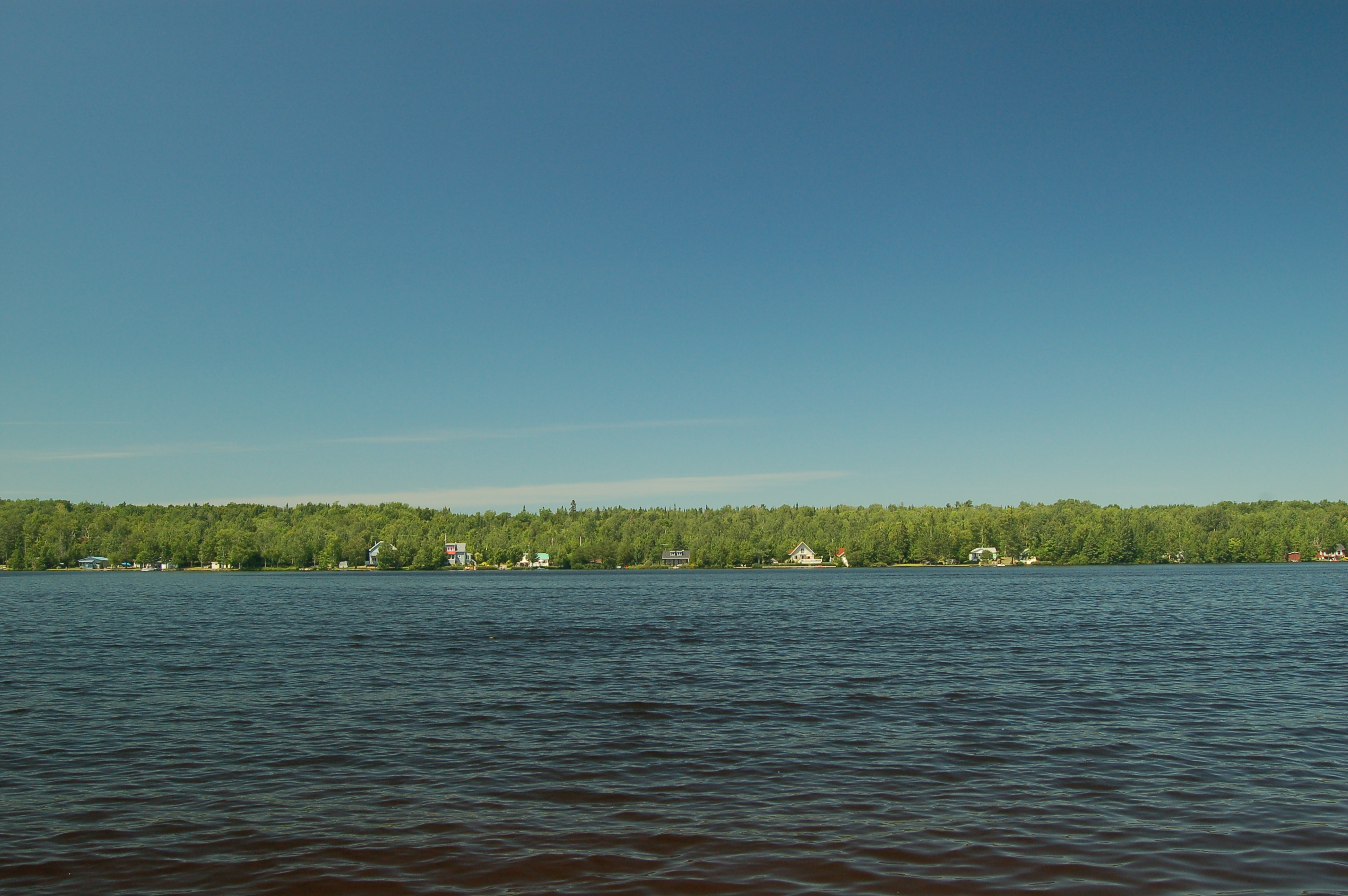
Vue du large